# Плавання на Чемпіонаті світу з водних видів спорту 2017 — змішана естафета 4x100 метрів комплексом
Змагання з плавання в змішаній естафеті 4x100 метрів комплексом на Чемпіонаті світу з водних видів спорту 2017 відбулись 26 липня.

## Рекорди
Станом на 26 липня 2017 світовий рекорд і рекорд чемпіонатів світу були такими:
| Світовий рекорд          | Велика Британія | 3:41.71 | Казань, Росія | 5 серпня 2015 |
| Рекорд чемпіонатів світу | Велика Британія | 3:41.71 | Казань, Росія | 5 серпня 2015 |

Під час змагань встановлено такі рекорди:
| Дата     | Дисципліна | Країна | Час     | Рекорд |
| -------- | ---------- | ------ | ------- | ------ |
| 26 липня | Запливи    | США    | 3:40.28 | WR, CR |
| 26 липня | Фінал      | США    | 3:38.56 | WR, CR |

## Результати

### Попередні запливи
Початок запливів 26 липня о 10:52.
| Місце | Заплив | Доріжка | Країна              | Плавці | Час       | Примітки |
| ----- | ------ | ------- | ------------------- | --- | --------- | -------- |
| 1     | 2      | 2       | США                 | Раян Мерфі (52.34) Кевін Кордес (58.95) Келсі Воррелл (56.17) Меллорі Комерфорд (52.82)                      | 3:40.28   | Q, WR    |
| 2     | 4      | 9       | Австралія           | Кейлі Маккіон (1:00.03) Метью Вілсон (59.69) Грант Ірвайн (51.09) Шейна Джек (53.32)                         | 3:44.13   | Q, OC    |
| 3     | 2      | 6       | Канада              | Хав'єр Асеведо (54.44) Річард Фанк (59.04) Ребекка Сміт (57.57) Шанталь ван Ландегхем (53.41)                | 3:44.46   | Q        |
| 4     | 4      | 4       | Велика Британія     | Джорджія Девіс (59.54) Росс Мердок (59.49) Джеймс Гай (51.12) Фрея Андерсон (54.64)                          | 3:44.79   | Q        |
| 5     | 3      | 5       | Росія               | Климент Колесников (53.48) Всеволод Занко (59.69) Світлана Чімрова (58.25) Вікторія Андреєва (54.67)         | 3:46.09   | Q        |
| 6     | 1      | 4       | Китай               | Лі Гуаньгуань (53.65) Ши Цзінлінь (1:06.87) Лі Чжухао (52.01) Чжу Менхуей (53.72)                            | 3:46.25   | Q        |
| 7     | 3      | 4       | Італія              | Маргеріта Панцієра (1:01.03) Ніколо Мартіненьї (1:00.26) Пєро Кодіа (51.91) Сільвія ді Пьєтро (53.55)        | 3:46.75   | Q        |
| 8     | 2      | 1       | Німеччина           | Ліза Граф (1:00.69) Крістіан фон Лем (1:00.53) Аліена Шмідтке (57.70) Маріус Кюш (48.74)                     | 3:47.66   | Q        |
| 9     | 4      | 3       | Аргентина           | Андреа Берріно (1:01.78) Макарена Себальйос (1:09.51) Сантьяго Грассі (52.65) Федеріко Грабіч (48.55)        | 3:52.49   |          |
| 10    | 1      | 3       | Японія              | Дзюнія Коґа (53.88) Руна Імай (1:09.30) Сакіко Сімідзу (59.72) Цубаса Амаї (50.79)                           | 3:53.79   |          |
| 11    | 3      | 9       | Мексика             | Фернанда Гонсалес (1:02.72) Мігель де Лара Охеда (1:01.36) Даніель Рамірес (54.13) Ліліана Ібаньєс (56.53)   | 3:54.74   |          |
| 12    | 2      | 4       | Естонія             | Сігрід Сепп (1:03.06) Марія Романюк (1:09.02) Крегор Зірк (53.37) Даніел Зайцев (50.49)                      | 3:55.94   |          |
| 13    | 2      | 8       | Словаччина          | Катаріна Лістопадова (1:01.68) Томаш Клобучнік (1:01.48) Барбора Мішендова (1:01.53) Ріхард Надь (52.09)     | 3:56.78   |          |
| 14    | 4      | 6       | ПАР                 | Мартін Бінеделл (56.17) Кейлін Корбетт (1:10.76) Джиммі Клейтон (54.67) Ерін Галлагер (55.42)                | 3:57.02   | AF       |
| 15    | 3      | 8       | Латвія              | Крістіна Стейна (1:05.10) Даніїлс Бобровс (1:02.65) Ніколайс Маскаленко (56.27) Габріела Нікітіна (56.68)    | 4:00.70   |          |
| 16    | 3      | 7       | Філіппіни           | Ніколь Оліва (1:07.02) Джеймс Депарін (1:02.54) Джессі Лакуна (56.60) Джасмін Аль-Хальді (56.95)             | 4:03.11   |          |
| 17    | 2      | 3       | Молдова             | Тетяна Салкутан (1:02.22) Аліна Булмаг (1:10.26) Pavel Izbisciuc (57.07) Євген Папонін (55.49)               | 4:05.04   |          |
| 18    | 3      | 2       | Кенія               | Стівен Майна (1:00.54) Ребекка Камау (1:12.80) Емілі Мутеті (1:02.92) Ісса Мохамед (52.58)                   | 4:08.84   |          |
| 19    | 4      | 2       | Фарерські Острови   | Сігнгілд Йонсен (1:04.10) Роланд Тофтум (1:06.63) Олі Мортенсен (58.62) Сара Ріггшамар Ністед (1:00.94)      | 4:10.29   |          |
| 20    | 4      | 7       | Ангола              | Катаріна Соуза (1:10.80) Маріо Ерведоса (1:05.07) Деніел Франсиско (59.77) Ана Софія Нобрега (1:00.04)       | 4:15.68   |          |
| 21    | 4      | 0       | Аруба               | Мікель Шройдерс (1:03.75) Йорді Гротерс (1:04.35) Даніелла ван ден Берг (1:09.24) Еллісон Понсон (59.35)     | 4:16.69   |          |
| 22    | 3      | 6       | Мальдіви            | Мубаль Аззам Ібрагім (1:17.92) Саджіна Айнат (1:31.53) Ісмаїл Мутхасім Аднан (1:09.07) Амінат Шаян (1:08.83) | 5:07.35   |          |
| 31 !  |        |         | Угорщина            | Габор Балог (54.67) Дьюрта Даніел (DSQ) Ліліана Шілагі Жужанна Якабош                                        | 9:99.99 ! | DSQ      |
| 31 !  |        |         | Швеція              | Іда Ліндборг (1:01.50) Юганнес Скагіус (1:00.42) Луїза Ханссон (DSQ) Віктор Юханссон                         | 9:99.99 ! | DSQ      |
| 31 !  | 1      | 5       | Сейшельські Острови | Алексус Лейрд Адам Моншеррі Фелісі Пассон Дін Гоффман                                                        | 9:99.99 ! | DNS      |
| 31 !  | 2      | 5       | Ізраїль             | | 9:99.99 ! | DNS      |
| 31 !  | 2      | 7       | Мадагаскар          | | 9:99.99 ! | DNS      |
| 31 !  | 3      | 0       | Мозамбік            | | 9:99.99 ! | DNS      |
| 31 !  | 3      | 1       | Шрі-Ланка           | | 9:99.99 ! | DNS      |
| 31 !  | 3      | 3       | Єгипет              | | 9:99.99 ! | DNS      |
| 31 !  | 4      | 1       | Фінляндія           | | 9:99.99 ! | DNS      |

### Фінал
Фінал відбувся о 19:19.
| Місце | Доріжка | Країна          | Плавці                                                                                             | Час     | Примітки |
| ----- | ------- | --------------- | -------------------------------------------------------------------------------------------------- | ------- | -------- |
| 1     | 4       | США             | Метт Греверс (52.32) Ліллі Кінг (1:04.15) Кайлеб Дрессел (49.92) Сімоне Мануель (52.17)            | 3:38.56 | WR       |
| 2     | 5       | Австралія       | Мітч Ларкін (53.11) Деніел Кейв (59.29) Емма Маккеон (56.51) Бронте Кемпбелл (52.30)               | 3:41.21 | OC       |
| 3     | 3       | Канада          | Кайлі Масс (58.22) Річард Фанк (59.14) Пенні Олексяк (56.18) Юрі Кісіл (47.71)                     | 3.41.25 | NR       |
| 3     | 7       | Китай           | Сюй Цзяюй (52.37) Ян Цзібей (58.98) Чжан Юйфей (56.98) Чжу Менхуей (52.92)                         | 3:41.25 | AS       |
| 5     | 6       | Велика Британія | Джорджія Девіс (59.98) Адам Піті (57.12) Джеймс Гай (50.51) Шівон Марі О'Коннор (53.95)            | 3:41.56 | ER       |
| 6     | 2       | Росія           | Григорій Тарасевич (53.35) Кирило Пригода (58.64) Світлана Чімрова (57.18) Вероніка Попова (53.85) | 3:43.02 | NR       |
| 7     | 8       | Німеччина       | Ліза Граф (1:00.55) Марко Кох (59.89) Аліена Шмідтке (57.29) Даміан Вірлінг (48.30)                | 3:46.03 |          |
| 8     | 1       | Італія          | Маттео Міллі (54.24) Ніколо Мартіненьї (59.61) Іларія Біанкі (57.25) Федеріка Пеллегріні (55.23)   | 3.46.33 |          |